# ضريح الشيخ كبير محمد روزبهان
ضريح الشيخ كبير محمد روزبهان (بالفارسية: آرامگاه شیخ کبیر محمد روزبهان) هو ضريح تاريخي يعود إلى إيران المعاصرة، ويقع في شيراز.